# Vert mousse

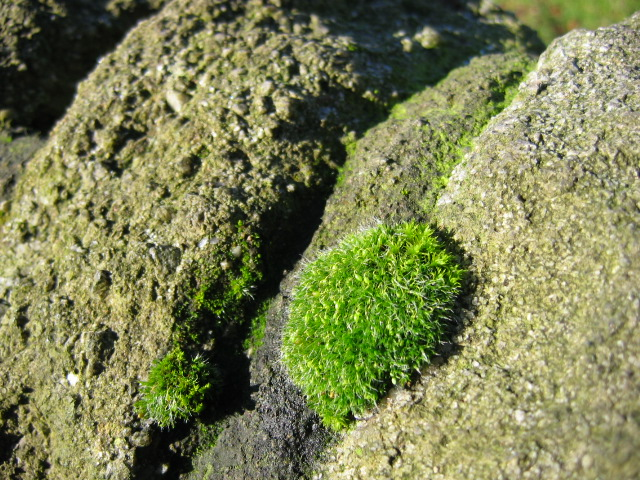
Mousse sur un mur de pierres sèches

Vert mousse est un nom de couleur en usage dans la mode et la décoration, d'après le vert de la mousse.
Le  nuancier RAL donne un RAL 6005 vert mousse.
Dans les nuanciers commerciaux modernes, on trouve, en fil à broder 469 vert mousse dorée, 937 vert mousse, 336 vert mousse de chêne.

## Changements d'une teinte
Le « vert mousse » est attesté en 1832 comme une « couleur récemment adoptée par la mode ». En 1860, le Manuel du teinturier témoigne de ce que le terme a pris, avec une recette pour en obtenir ; les ouvrages techniques suivants en mentionnent aussi, d'abord avec des colorants d'origine naturelle, puis avec des synthétiques dérivées de l'aniline. Rien n'indique la nuance de ce vert ou de ces verts. Le Moniteur de la papeterie donne en 1880 une indication : « On divise les couleurs en : primitives, binaires, ternaires (…) les couleurs binaires mixtes sont celles dans lesquelles une des couleurs primitives est en excès, ainsi : — Le vert d'eau avec bleu prédominant. — Le vert mousse avec jaune prédominant ».
Le Répertoire de couleurs de la Société des chrysanthémistes, publié en 1905, donne quatre tons de Vert Mousse, défini comme « nuance dominante des Mousses les plus communes employées pour les emballages, de celles qui infestent souvent les gazons. Dénomination très usitée dans les commerces de soieries, laines, rubans, etc. », dont le plus clair est celui de « la mousse Leucobryum glaucum dans son jeune âge seulement (en vieillissant, cette espèce devient glauque) », ainsi que Vert Mousse teinte telle que vendue par les herboristes, synonyme, pour les tons foncés, du vert irlandais clair de Ripolin et du Vert de chrome 3 de Bourgeois (op. cit., p. 274),  et Vert Mousse passé, défini comme dérivé de la « mousse d'emballage non teinte, ayant beaucoup vieilli en magasin », avec quatre nuances plus ou moins claires (op. cit., p. 290). Mais la mousse Polytrichum juniperinum est vert épinard (op. cit., p. 270). Autant qu'on puisse en juger d'après les échantillons un peu décolorés, le vert mousse est, dans le Répertoire, un vert jaunâtre un peu gris, comme indiqué vingt-cinq ans auparavant dans le Moniteur de la papeterie, tandis que le vert mousse teinte l'est moins, et est aussi plus coloré.
Ce changement de teinte du vert mousse semble se confirmer dans les nuanciers récents, alors que la mousse utilisée pour l'emballage n'est depuis longtemps plus d'origine naturelle.